# Nathalie Obadia
Pour les articles homonymes, voir Obadia.
 (janvier 2017).
Si vous disposez d'ouvrages ou d'articles de référence ou si vous connaissez des sites web de qualité traitant du thème abordé ici, merci de compléter l'article en donnant les références utiles à sa vérifiabilité et en les liant à la section « Notes et références ».
Nathalie Obadia, née le 14 mars 1962 à Toulouse, est une galeriste française spécialisée dans l'art contemporain. Elle est membre du bureau du Comité professionnel des galeries d’art dont elle assure la vice-présidence pendant trois ans (2005-2008).
Située à Paris et à Bruxelles, la galerie Nathalie Obadia est une galerie d’art qui représente des artistes contemporains comme Brook Andrew, Martin Barré, Nú Barreto, Valérie Belin, Carole Benzaken, Rosson Crow, Luc Delahaye, Patrick Faigenbaum, Roland Flexner, Laura Henno, Fabrice Hyber, Seydou Keïta, Sophie Kuijken, Jorge Queiroz, Guillaume Leblon, Meuser, Joris van de Moortel, Youssef Nabil, Frank Nitsche, Manuel Ocampo, Laure Prouvost, Jorge Quieroz, Fiona Rae, Sarkis, Andres Serrano, Jessica Stockholder, Mickalene Thomas, Wang Keping, Jerôme Zonder... Elle collabore également avec les successions de Martin Barré, Roger-Edgar Gillet, Shirley Jaffe, Eugène Leroy, Josep Grau-Garriga ou Agnès Varda.

## Biographie

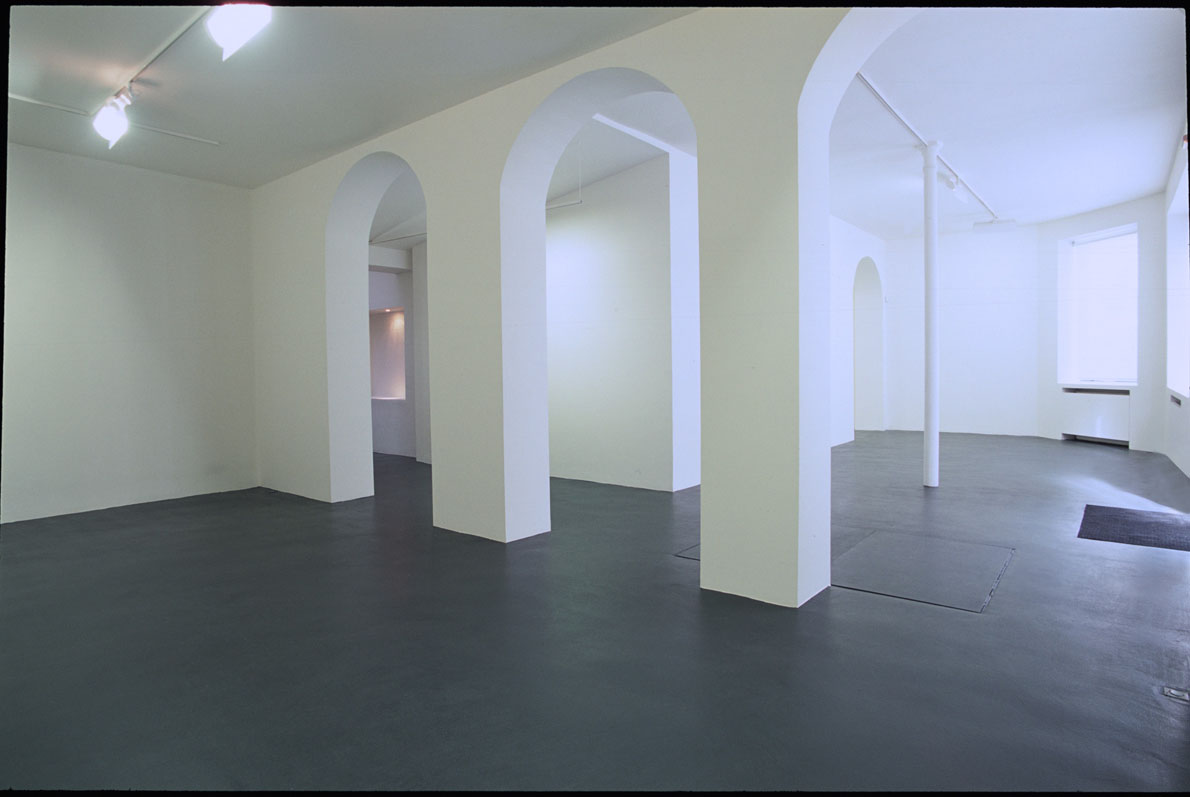
Espace d'exposition de la galerie Nathalie Obadia à Paris.

Les parents de Nathalie Obadia, qui collectionnent très tôt les artistes de la figuration narrative et du Pop Art, lui transmettent la passion de l’art contemporain en parcourant avec elle musées et galeries. Grâce aux droits d'auteurs de son père, inspecteur d'académie et rédacteur de livres de grammaire,à succès, la famille, qui vit à Lens puis à Nantes, s'achète des toiles de Roy Lichtenstein, d'Andy Warhol ou encore de Tom Wesselmann, et se rend régulièrement à Paris, Amsterdam ou Aix-la-Chapelle afin de voir des expositions et visiter des galeries d'art.
À l'adolescence, elle met à profit ses premiers stages afin de se former à la profession de galeriste qu’elle découvre chez Daniel Varenne à Genève et Adrien Maeght à Paris. Après l’obtention d’une maîtrise de droit et d'un diplôme de Sciences-Po, elle rejoint la galerie Daniel Templon de 1988 à 1992. Ils sont en couple depuis les années 1990.
Elle ouvre sa galerie parisienne en 1993, rue de Normandie, dans le quartier du Marais, et s'engage à y montrer une nouvelle génération d’artistes français aux premiers rangs desquels figurent Carole Benzaken (prix Marcel-Duchamp 2004) et Pascal Pinaud. En 1995, la galerie déménage rue du Grenier-Saint-Lazare et renouvelle sa programmation en s’associant à des artistes plus confirmés tels que Shirley Jaffe, Albert Oehlen et Roland Flexner. 
Dès la fin des années 1990, la galerie Nathalie Obadia organise les premières expositions personnelles en France d’artistes reconnus aujourd’hui sur la scène internationale, notamment  Lorna Simpson ou Fiona Rae, et devient la première galerie en Europe de Jorge Queiroz, Rosson Crow, ou Chloe Piene, affirmant ainsi avec conviction ses choix et ses intuitions artistiques sur le marché de l’art mondial, en particulier à la Fiac ou à Art Basel. 
En 2003, dix ans après la création de sa galerie, elle s’agrandit et s’installe à côté du Centre Pompidou, au 3 rue du Cloître Saint-Merri, dans un espace de 500 m2 qui lui permet de mettre en avant de nouveaux artistes comme Joana Vasconcelos, Huma Bhabha, Guillaume Bresson, Michael DeLucia, Jorge Queiroz, Luc Delahaye (Prix Pictet 2012) Chloe Piene, Patrick Faigenbaum et Rina Banerjee, et devient rapidement une étape incontournable dans le circuit international des galeries. Parallèlement, elle s’attache à faire redécouvrir le travail de Martin Barré, peintre abstrait minimaliste français mort en 1993.
En ouvrant une antenne à Bruxelles en octobre 2008, Nathalie Obadia se positionne parmi les premières galeries françaises à tracer un axe d'art contemporain entre les deux villes européennes. Située dans un immeuble contemporain, la galerie Nathalie Obadia de Bruxelles offre de nouvelles conditions d’expositions à des artistes comme la cinéaste Agnès Varda, Manuel Ocampo ou Frank Nitsche, et organise des collaborations inédites avec des artistes historiques, comme Ben en 2010, et Andres Serrano en 2012.
En 2012, le collectif chinois MadeIn Company et les artistes iraniens Rokni Haerizadeh et Ramin Haerizadeh ont rejoint la galerie Nathalie Obadia.
Elle poursuit son développement en février 2013, vingt ans après la création de sa galerie, en ouvrant une deuxième adresse, rue du Bourg-Tibourg, offrant à ses artistes et collectionneurs de nouvelles perspectives d'exposition au cœur du Marais et consolidant son positionnement sur la scène de l’art contemporain. De nouveaux artistes rejoignent la galerie : Xu Zhen, Fabrice Hyber (Lion d’or à la Biennale de Venise en 1997), Valérie Belin (prix Pictet 2015), Joris van de Moortel, Mickalene Thomas, Andres Serrano, Edgar Arceneaux ou Laure Prouvost (lauréate du Turner Prize, 2013). Depuis 2013, la galerie représente également l’œuvre d’Eugène Leroy, décédé en 2000. Elle ferme ensuite cette adresse afin d'inaugurer, en 2021, un nouvel espace de près de 500 m2 au 91 rue du Faubourg Saint-Honoré, au cœur du triangle d'or de l'avenue Matignon.
Grâce à son implication et au travail fourni pour faire connaître une nouvelle génération d’artistes auprès de la critique, nombre d’entre eux sont exposés dans des institutions culturelles prestigieuses et internationales parmi lesquels figurent la Portugaise Joana Vasconcelos au château de Versailles, l’Indienne Rina Banerjee au musée Guimet à Paris, l’Américaine Jessica Stockholder au musée d'art moderne et contemporain de Saint-Étienne, l’Égyptien Youssef Nabil à la Maison européenne de la photographie à Paris, la Française Valérie Belin au Centre Pompidou, l'Américain Andres Serrano aux musées royaux des Beaux-Arts de Belgique ou l'Américaine Lorna Simpson au Jeu de paume.
De nombreux artistes de la galerie ont également participé à la Biennale de Venise, dont notamment Manuel Ocampo (en) au pavillon des Philippines, Sarkis au pavillon de la Turquie et Joana Vasconcelos au pavillon du Portugal.
Depuis 2015, elle enseigne à Sciences Po Paris un cours d'«Analyse du marché de l'art contemporain».

## Décorations
- Officier de l'ordre des Arts et des Lettres[13].
- Chevalier de l'ordre national du Mérite (2015)[14]
- Chevalier de la Légion d'honneur par décret du 31 décembre 2021[15]

### Participations aux foires
La galerie Nathalie Obadia participe à de nombreuses foires internationales :
- FIAC (Paris),
- Armory Show (New York),
- Art Brussels (Bruxelles),
- Frieze (Londres),
- Art Forum (Berlin),
- Art Basel (Bâle),
- VIP Art Fair (New York),
- Art Dubai (Dubai),
- Art HK (Hong Kong).

### Artistes représentés
- Brook Andrew
- Edgar Arceneaux
- Rina Banerjee
- Martin Barré (1924-1993)
- Nú Barreto
- Valérie Belin
- Carole Benzaken
- Guillaume Bresson
- Rosson Crow
- Luc Delahaye
- Jean Dewasne
- Patrick Faigenbaum
- Roland Flexner
- Josep Grau-Garriga
- Edi Hila
- Fabrice Hyber
- Shirley Jaffe
- Seydou Keïta
- Sophie Kuijken
- Eugène Leroy
- Lu Chao
- Benoît Maire
- Rodrigo Matheus
- MadeIn Company
- Meuser
- Youssef Nabil
- Frank Nitsche
- Manuel Ocampo
- Gaetano Pesce
- Shahpour Pouyan
- Laure Prouvost
- Jorge Queiroz
- Fiona Rae
- Sarkis
- Andres Serrano
- Lorna Simpson
- Jessica Stockholder
- Mickalene Thomas
- Nicola Tyson
- Joris van de Moortel
- Agnès Varda
- Wang Keping
- Brenna Youngblood
- Ni Youyu
- Jérôme Zonder